# Ła-156
Ła-156 (ros. Ла-156) – radziecki odrzutowy eksperymentalny samolot myśliwski, powstały w biurze konstrukcyjnym Ławoczkina w II połowie lat czterdziestych. Jeden z pierwszych w ZSRR samolotów z dopalaczem.

## Rozwój
Samolot stanowił modyfikację konstrukcji Ła-152, w której zamontowano nowy silnik RD-10F z dopalaczem, o ciągu o ok. 30% większym od dotychczasowego silnika RD-10 (kopii niemieckiego silnika Junkers Jumo 004). Zainstalowano poza tym dodatkowe zbiorniki paliwa w skrzydłach i części ogonowej. Pierwszy lot samolotu, dokonany przez Stiepana Maszkowskiego, odbył się 1 marca 1947. Na samolocie tym, 10 kwietnia 1947 po raz pierwszy w ZSRR wypróbowano dopalanie (mimo że wcześniej oblatano wyposażony w dopalacz Jak-19). W czasie badań wykazano szereg wad konstrukcji, m.in. problemy z podwoziem, a także wibracje, w jakie wpadał samolot przy maksymalnych prędkościach. Podczas prób osiągnięta została prędkość ponad 900 km/h, jednak wyszły na jaw problemy z prostymi skrzydłami.
Badania państwowe trwały od 5 września 1947 do 31 stycznia 1948. Zbudowano zaledwie dwa egzemplarze prototypowe samolotu Ła-156. Ponieważ równocześnie rozwijana była bardziej obiecująca konstrukcja Ła-160 ze skośnym skrzydłem, prace nad Ła-156 przerwano.

## Opis konstrukcji
Jednosilnikowy całkowicie metalowy średniopłat, ze skrzydłami prostymi o obrysie trapezowym, w układzie klasycznym. Usterzenie klasyczne. Z przodu kadłuba okrągły wlot powietrza do silnika. Silnik w przedniej części kadłuba, z dyszą pod kadłubem (układ redanowy). Kabina pilota blisko środka długości kadłuba, nad dyszą wylotową silnika, zakryta oszkloną osłoną o kształcie kroplowym. Podwozie samolotu trójkołowe, z pojedynczymi kołami, golenie główne chowane do skrzydeł (składane w kierunku od kadłuba), goleń przednia – do kadłuba.
Napęd: silnik turboodrzutowy ze sprężarką osiową RD-10F o ciągu 850 kg, 1350 kg z dopalaniem.
Uzbrojenie: 3 działka 23 mm NS-23, w przedniej części kadłuba.